# The Simulation
The Simulation es el quinto álbum de estudio de la banda estadounidense de metal progresivo Born of Osiris. Fue lanzado el 11 de enero de 2019 a través de Sumerian Records. Se anunció originalmente como el primero de dos álbumes de Born of Osiris, cuyo lanzamiento estaba previsto para 2019, aunque el segundo álbum permaneció inédito durante el resto de ese año, expandiéndose posteriormente a su álbum de 2021, Angel or Alien.
En julio de 2018, el conjunto lanzó un video con la letra de "Silence the Echo", el primer sencillo del álbum. En noviembre de 2018, se lanzó "The Accursed", el segundo sencillo del álbum.

## Lista de canciones
| N.º | Título                  | Duración |  |
| 1.  | «The Accursed»          | 3:26     |  |
| 2.  | «Disconnectome»         | 3:18     |  |
| 3.  | «Cycles of Tragedy»     | 3:10     |  |
| 4.  | «Under the Gun»         | 3:35     |  |
| 5.  | «Recursion»             | 0:53     |  |
| 6.  | «Analogs in a Cell»     | 2:56     |  |
| 7.  | «Silence the Echo»      | 4:30     |  |
| 8.  | «One Without the Other» | 3:52     |  |

## Personal
Born of Osiris
- Ronnie Canizaro – voz principal
- Lee McKinney – guitarras
- Nick Rossi – bajo
- Joe Buras – teclados y voz
- Cameron Losch – batería